# Furacão Gustav
O furacão Gustav foi o sétimo ciclone tropical, o terceiro furacão e o segundo furacão "maior" da temporada de furacões no Atlântico de 2008. Gustav causou severos danos, além de várias fatalidades, no Haiti, na República Dominicana, na Jamaica, nas Ilhas Cayman, em Cuba e nos Estados Unidos. Gustav causou pelo menos 8,3 bilhões de dólares (valores em 2008) em prejuízos.
Gustav formou-se durante a manhã (UTC) de 25 de Agosto de 2008, a cerca de 420 km a sudeste de Porto Príncipe, capital do Haiti, e se intensificou rapidamente, se tornando uma tempestade tropical durante aquela tarde, e um furacão durante o começo da madrugada de 26 de Agosto. Mais tarde naquele dia, Gustav fez landfall perto da cidade haitiana de Jacmel. Após se enfraquecer devido à interação com os terrenos montanhosos da ilha de São Domingos, Gustav seguiu para sudeste, e, quando se aproximava da Jamaica, voltou a se intensificar. Após passar pela ilha jamaicana, Gustav se intensificou rapidamente sobre as águas quentes do mar do Caribe, atingindo seu pico de intensidade pouco antes de atingir a costa do oeste de Cuba, com ventos máximos sustentados de 230 km/h e uma pressão central mínima de 943 hPa, intensidade equivalente a um furacão de categoria 4 na escala de furacões de Saffir-Simpson. Uma vez sobre Cuba, o furacão se enfraqueceu ligeiramente. Gustav, então, seguiu para norte-noroeste, sobre o golfo do México. Mesmo com condições meteorológicas favoráveis, Gustav não foi capaz de voltar a se intensificar e, em 31 de Agosto, o furacão atingiu a costa do golfo dos Estados Unidos, no estado da Luisiana, perto da pequena localidade de Cocodrie, com ventos de até 165 km/h, ou a intensidade equivalente a um furacão de categoria 2. Após seguir sobre terra, Gustav começou a se enfraquecer rapidamente, se enfraquecendo para uma depressão tropical em 1 de Setembro. O sistema remanescente de Gustav seguiu para o norte, dissipando-se completamente sobre os Grandes Lagos em 4 de Setembro.
138 mortes são atribuídas aos efeitos do furacão Gustav sobre o Caribe e os Estados Unidos. Somente nos EUA, Gustav causou 4,3 bilhões de dólares (valores em 2008). Em Cuba, Gustav causou outros 4 bilhões de dólares em prejuízos.

## História meteorológica

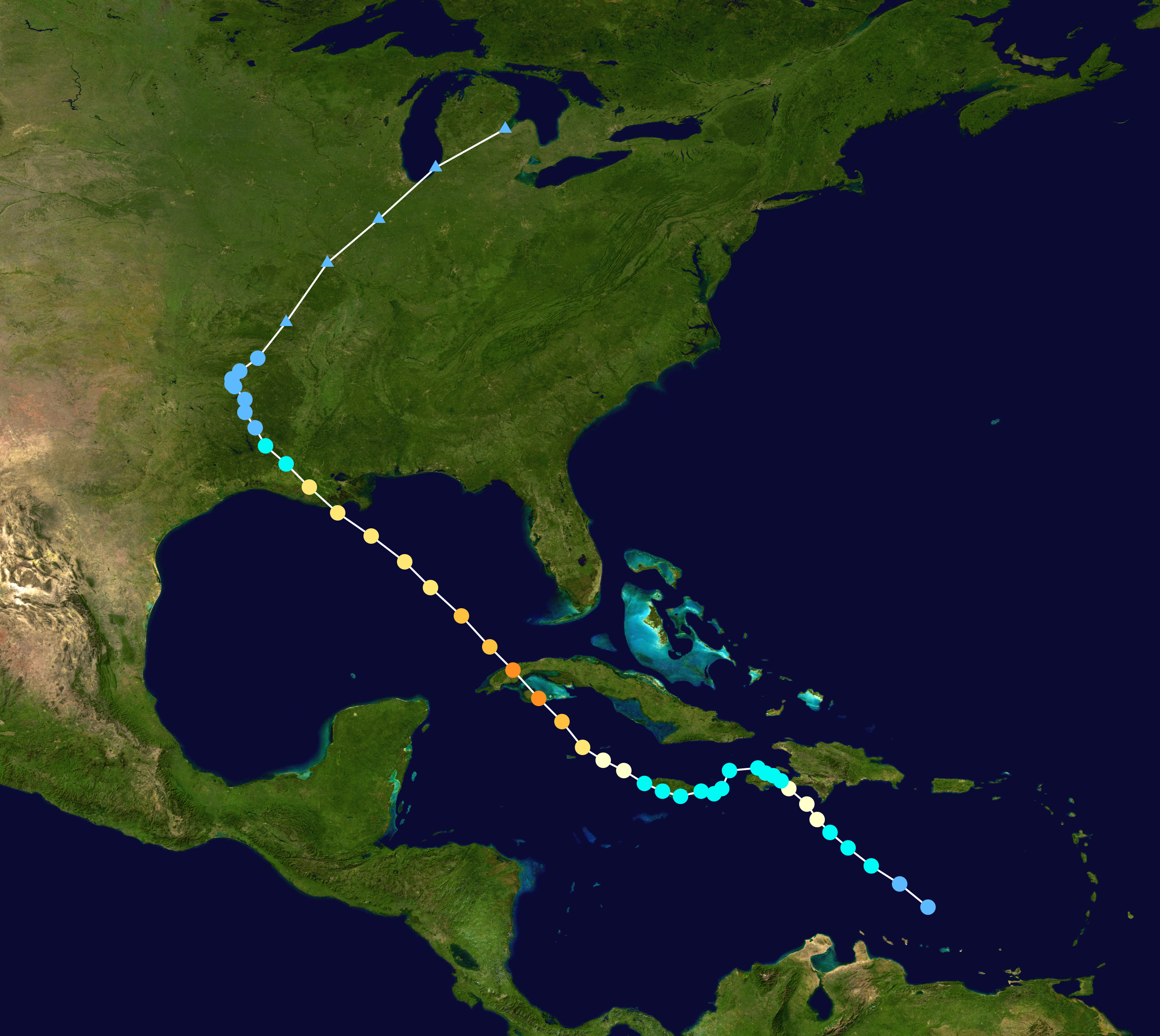
O caminho de Gustav

Gustav formou-se a partir de uma onda tropical que tinha produzido anteriormente aguaceiros nas Pequenas Antilhas. O sistema desenvolveu bandas curvadas de tempestade e exibiu brevemente um olho em altos níveis. O Centro Nacional de Furacões dos Estados Unidos (NHC) classificou o sistema para a depressão tropical Sete e enviou um avião caçador de furacões para investigar o sistema. Naquele momento, o sistema tinha fluxos de saída bem definidos nos quadrantes noroeste e nordeste do sistema, e, dados dos aviões caçadores de furacões confirmaram que a depressão tropical tinha se fortalecido para uma tempestade tropical. Com isso, o NHC atribuiu ao sistema o nome Gustav. Após um breve período de desorganização, Gustav voltou a se reorganizar assim que uma parede do olho bem definida se formou naquela mesma noite. Nas primeiras horas de 26 de Agosto, assim que a tempestade se aproximava da península de Tiburon, sudoeste do Haiti, outro avião caçador de furacões confirmou que os meteorologistas já previam, que Gustav tinha se intensificado para um furacão, com ventos de até 150 km/h. Antes de atingir a costa haitiana, a sua aparência em imagens de satélite continuou a melhorar; a nebulosidade central densa ficou mais proeminente, e a pressão central mínima caiu.
Gustav teve outra vez um exuberante olho bem definido assim que fez landfall na costa do Haiti, com ventos de até 120 km/h, perto da cidade de Jacmel. Assim que o furacão seguiu sobre o relevo montanhoso do Haiti, a sua circulação ciclônica de baixos níveis ficou comprometida, e o ciclone tropical perdeu moderadamente a sua intensidade. Embora Gustav tenha sido desclassificado pelo NHC para uma tempestade tropical mais tarde naquele dia, ainda existia um olho do centro da circulação ciclônica de médios e altos níveis. Seus fluxos de saída aumentaram durante aquela noite, e o sistema não estava tão desorganizado assim que seguiu sobre o golfo de Gonâve, leste do Haiti. No entanto, o movimento de Gustav ficou mais lento e a contínua interação com os terrenos montanhosos do Haiti, combinado com a intrusão de ar mais seco vindo do nordeste, resultando num enfraquecimento adicional do sistema durante a maior parte de 27 de Agosto. A tempestade começou a seguir para oeste-sudoeste e sudoeste, se aproximando da Jamaica. Durante a manhã (UTC) de 28 de Agosto, os meteorologistas do NHC chegaram a assumir que o centro ciclônico de Gustav tinha se reformado para algumas centenas de quilômetros ao sul do centro anterior. No entanto, eles também sugeriram que Gustav tinha executado uma trajetória anormal para sudoeste. Aproximando-se da Jamaica, Gustav voltou a se fortalecer e beirou a força de furacão assim que se aproximava da ilha jamaicana. Ainda em 28 de Agosto, o centro de Gustav fez landfall na costa jamaicana, perto da cidade de Kingston, com ventos de até 110 km/h. Após cruzar a ilha, Gustav voltou a se intensificar, se tornando um furacão sobre as águas quentes do oeste do mar do Caribe durante a tarde (UTC) de 29 de Agosto. Seguindo para noroeste, se aproximando da costa de Cuba, Gustav começou a se intensificar mais rapidamente, se tornando o segundo furacão "maior" da temporada de 2008 durante a tarde de 30 de Agosto, com ventos máximos sustentados em um minuto de até 195 km/h. Gustav continuou a se fortalecer rapidamente durante aquela tarde e a noite, alcançando, operacionalmente, o seu pico de intensidade, com ventos máximos sustentados em um minuto de até 240 km/h, com uma pressão central mínima de 941 hPa.

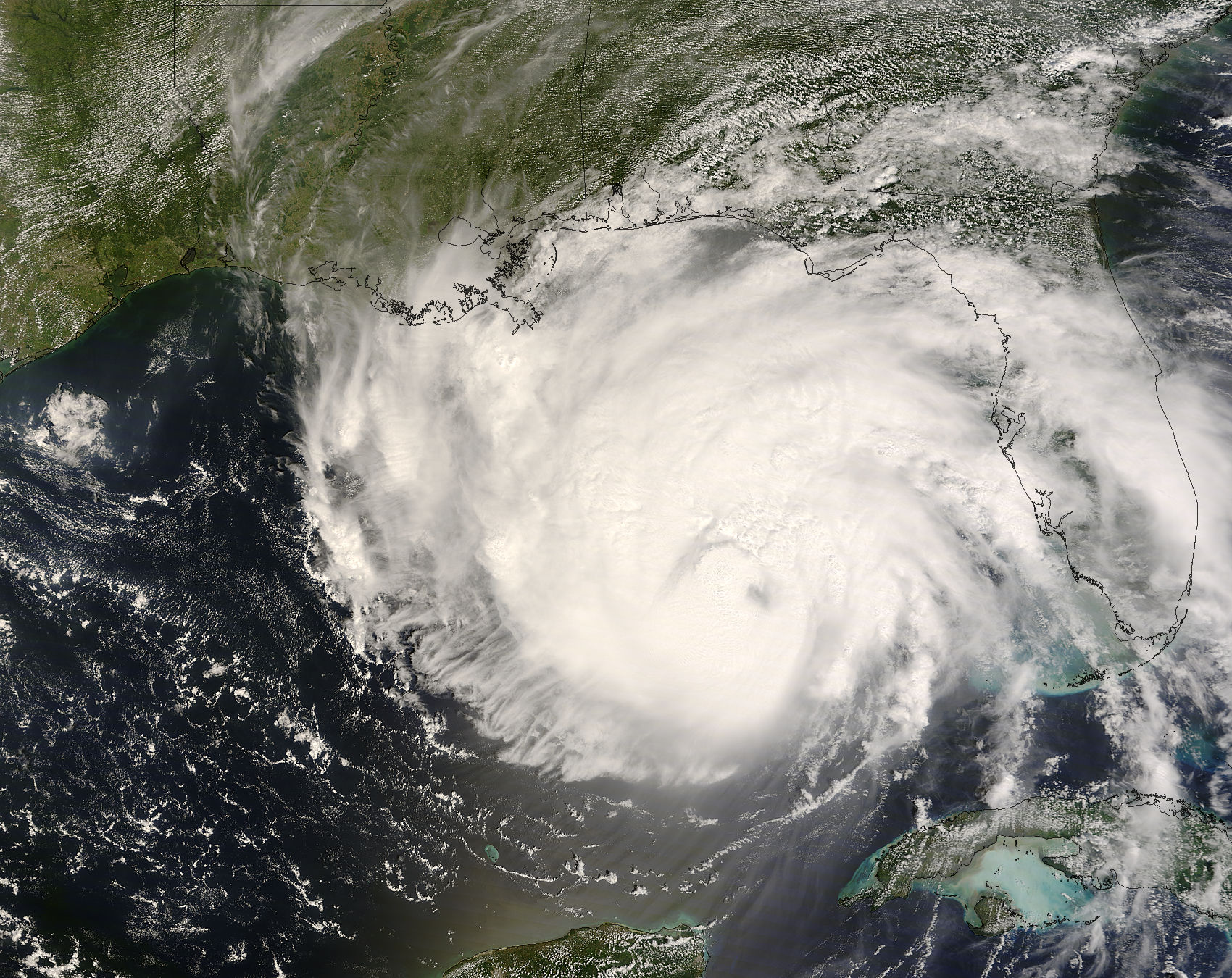
O furacão Gustav no sudeste do golfo do México

Gustav alcançou seu pico de intensidade praticamente quando atingia o oeste de Cuba. Gustav fez um duplo landfall na costa cubana, o primeiro na Isla de la Juventud e o segundo na costa da província de Pinar del Río, perto da comunidade de Los Palacios; em ambas as localidades, os ventos máximos de Gustav chegaram a 230 km/h. Nas primeiras horas da madrugada (UTC) de 31 de Agosto, Gustav alcançou o golfo do México, já enfraquecido devido à interação de sua circulação ciclônica com o relevo montanhoso do oeste de Cuba; assim que adentrou o golfo, os ventos máximos sustentados de Gustav caíram para 215 km/h, e a pressão central mínima subiu para 958 hPa. Durante todo aquele dia, Gustav seguiu para noroeste e continuou a perder ligeiramente a sua intensidade, mesmo passando sobre as águas quentes da corrente de Loop e mesmo tendo condições meteorológicas favoráveis para a sua intensificação. Com isso, Gustav deixou de ser um furacão "maior" sobre a região central do golfo, recuperando  sua intensidade logo depois. Em 1 de Setembro, por volta das 12:00 (UTC), o olho de Gustav atingiu a costa do estado americano da Luisiana, perto da localidade de Cocodrie, após cruzar todo o golfo. Naquele momento, Gustav tinha acabado de se enfraquecer para um furacão de categoria 2 na escala de furacões de Saffir-Simpson, com ventos máximos sustentados de 175 km/h. No entanto, a parede do olho já havia afetado a costa da Luisiana como um furacão de categoria 3, mas a interação com terra causou o enfraquecimento de Gustav antes do olho do sistema cruzar a costa. Após fazer landfall na costa da Luisiana, a apenas 35 km a oeste de Grand Isle, o sistema se enfraqueceu para uma tempestade tropical, com ventos de até 95 km/h, a cerca de 30 km a sudoeste de Alexandria. Afastando-se cada vez mais de sua fonte de energia, as águas quentes do golfo, Gustav continuou a perder força sobre os Estados Unidos e se tornou uma depressão tropical sobre o vale do Mississippi e o leste do Texas. Seguindo para norte, Gustav se tornou um ciclone extratropical sobre a região central dos Estados Unidos em 4 de Setembro, e foi absorvido por um sistema meteorológico maior sobre os Grandes Lagos no dia seguinte.

## Preparativos

### Ilha de São Domingos
Imediatamente após a classificação da área de baixa pressão predecessora de Gustav ser classificada para uma depressão tropical, os meteorologistas do Centro Nacional de Furacões dos Estados Unidos previu que o sistema se fortaleceria para uma tempestade tropical e se dirigiria para noroeste, ameaçando a ilha de São Domingos, que compreende Haiti e República Dominicana. Aviso de tempestade tropical foi declarado para a costa da ilha de São Domingos, entre a cidade de Santo Domingo, capital da República Dominicana, e Porto Príncipe, capital do Haiti, contornando a costa da península de Tiburon. Um alerta de tempestade tropical foi declarado para a costa haitiana, entre Porto Príncipe e a fronteira norte com a República Dominicana, incluindo a ilha de La Gonâve. Horas mais tarde, as regiões sob o efeito do aviso de tempestade tropical ficaram sob aviso de furacão, enquanto que as áreas sob alerta de tempestade tropical ficaram sob alerta de furacão.
O governo do Haiti ordenou a preparação das aberturas de abrigos de emergência. O país é particularmente vulnerável a enchentes de deslizamentos de terra, já que o país apresenta vastas áreas montanhosas desflorestadas. O governo declarou alerta vermelho e avisou a população para tomarem precauções, mas apenas uma minoria tomou os cuidados necessários. O tempo bom deixou muitas pessoas em dúvida em relação com a real aproximação do furacão no país. Em 26 de Agosto, praticamente todos os voos de chagada e de partida do Haiti foram cancelados, deixando muitos turistas que queriam escapar da tempestade presos naquele país.

### Jamaica e Ilhas Cayman

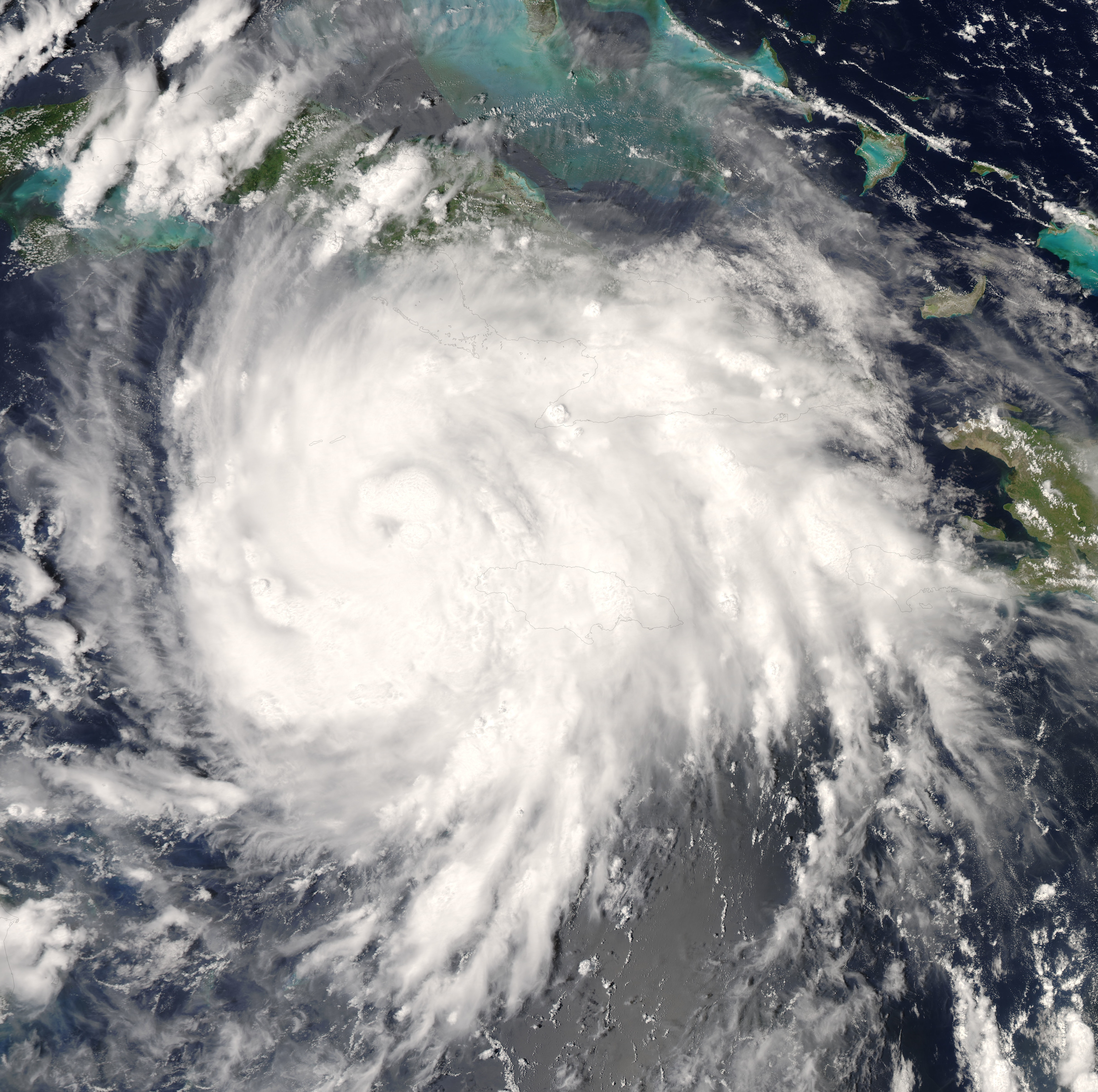
O furacão Gustav, em 29 de Agosto, logo após de ter deixado a Jamaica

Empresas de navios de cruzeiro desviaram suas rotas, que estavam planejadas originalmente uma parada em Montego Bay, Jamaica. O novo ponto de parada dos navios de cruzeiro foi o México durante a passagem de Gustav pelo mar do Caribe. O Office of Disaster Preparedness and Emergency Management (ODPEM) preparou os sistemas de respostas a desastres devido à aproximação de Gustav da ilha jamaicana.
Nas Ilhas Cayman, um alerta de furacão foi declarado em 25 de Agosto, que foi aumentado para um aviso de furacão dois dias mais tarde. Bancos e serviços governamentais não-essenciais ficaram fechados em 29 de Agosto para que a população local pudesse se preparar para a chegada do furacão. Foram postos voos extras de partida das ilhas para que todos os turistas pudessem sair; nenhum turista poderia desembarcar nas Ilhas Cayman antes da ameaça do furacão passar. Lojas e postos de gasolinas ficaram cheios devido aos preparativos da população, e cada escritório distrital ofereceu gratuitamente materiais para proteger janelas e portas para a população.

### Cuba

Imagem de satélite no canal infravermelho mostrando o furacão Gustav seguindo para Cuba durante o seu pico de intensidade

60.000 pessoas das costas do oeste de Cuba tiveram que deixar as suas residências durante a noite de 29 de Agosto, já que era previsto que Gustav atingiria a região no dia seguinte. Foram ordenadas evacuações adicionais assim que Gustav se intensificou para um furacão de categoria, particularmente para vastas áreas da província de Pinar del Río, onde 190.000 pessoas tiveram que deixar as suas residências.

### Estados Unidos
Em 31 de Agosto, o Centro Nacional de Furacões dos Estados Unidos (NHC) previu uma chance de 45% de Gustav atingir a costa americana com intensidade igual ou superior a um furacão de categoria 3 em 1 de Setembro.

#### Luisiana

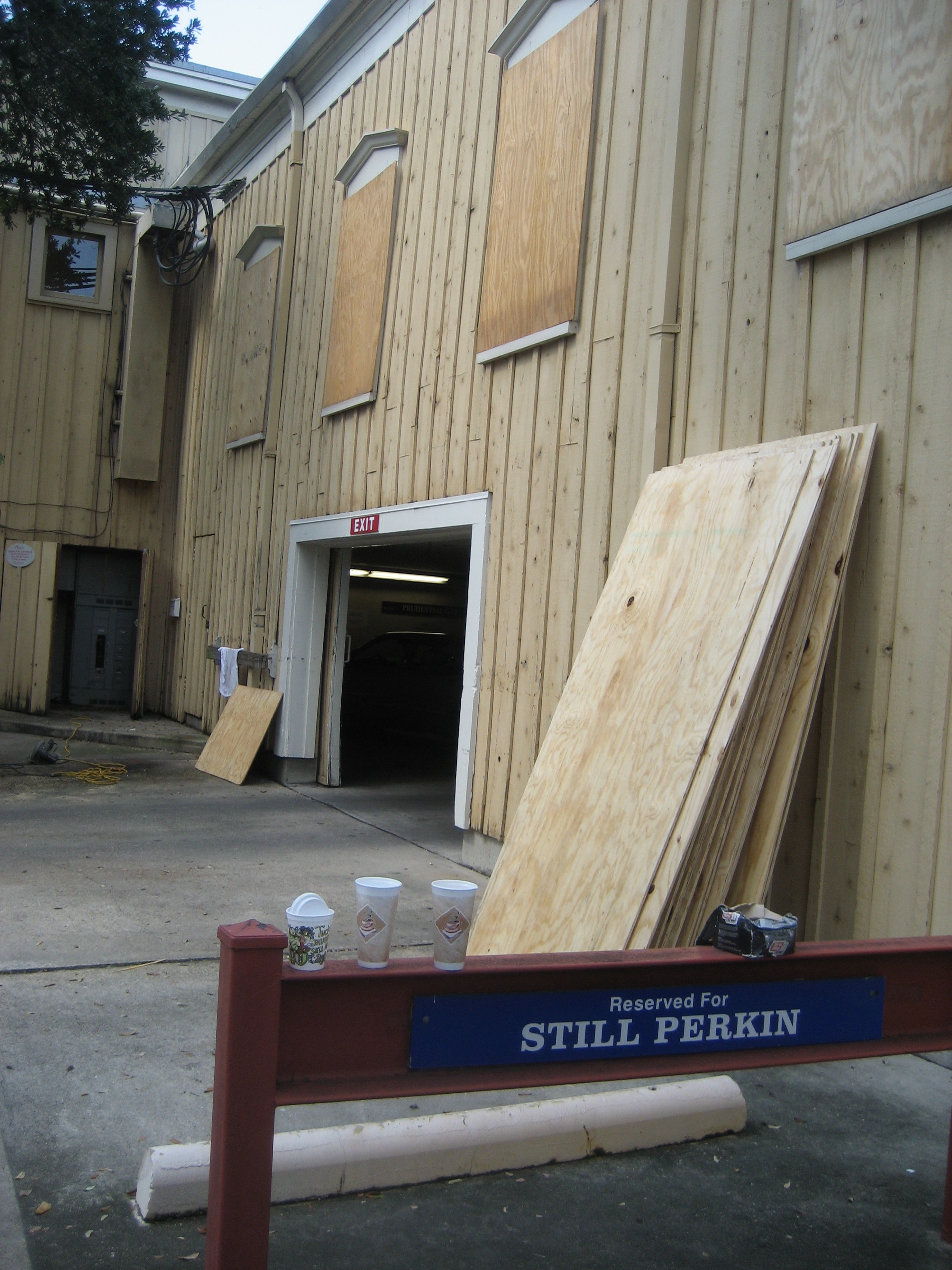
Construção tendo suas janelas protegidas em 28 de Agosto, na Cidade Alta de Nova Orleans

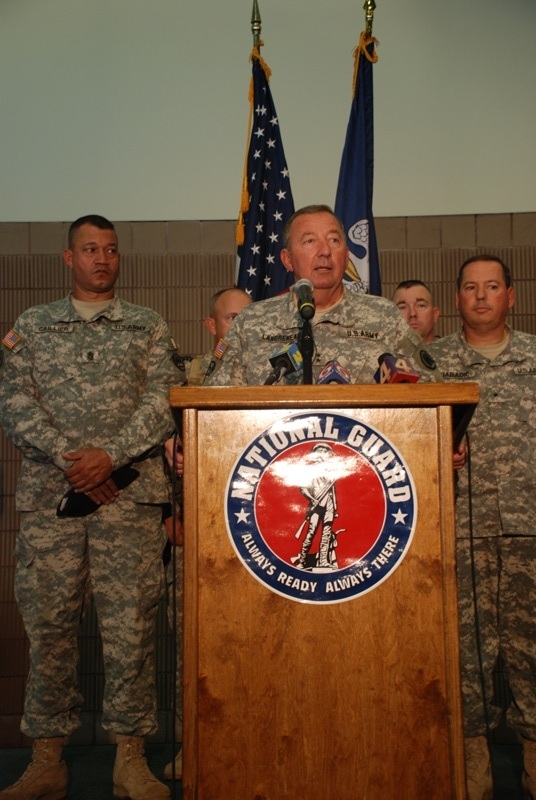
O Major-general Bennet C. Landreneau (no centro na imagem), Ajudante-general da Guarda Nacional do Exército da Luisiana, falando ao repórteres sobre a preparação da Guarda Nacional para a chegada de Gustav na Luisiana em 28 de Agosto

Durante a manhã de 26 de Agosto, com Gustav ainda no Haiti, as autoridades de preparativos de emergências se reuniram várias vezes para discutir sobre as previsões de que Gustav poderia atingir o estado americano dentro de três a cinco dias. Foram planejadas evacuações em várias áreas da Luisiana. Várias paróquias na região de Nova Orleans anunciaram planos de evacuação voluntária, que começariam em 30 de Agosto. O prefeito de Nova Orleans, Ray Nagin, disse que era possível que milhares de pessoas que precisassem da ajuda da cidade poderiam deixar suas residências em 30 de Agosto, como parte do plano da primeira onda de evacuações em massa. Mais tarde, ele ordenou evacuação obrigatória de toda Nova Orleans, começando em 31 de Agosto, dizendo que Gustav era "a tempestade do século [...] mãe de todas as tempestades." Ainda em 31 de Agosto, Nagin também declarou toque de recolher noturno, e a parada da ajuda da cidade com as evacuações ainda naquela tarde. Naquele momento, mais de 1,9 milhão de pessoas já tinham deixado a costa da Luisiana, sendo que 200.000 somente de Nova Orleans. O evento foi a maior evacuação em massa da história da Luisiana.
As autoridades tinham finalizado os planos de evacuação, que primeiro começou com a inversão do sentido de várias rodovias para facilitar as evacuações ainda em 29 de Agosto. Além disso, mais de 700 ônibus foram usados para ajudar com as evacuações. O governo da Luisiana também preparou vários abrigos para receber aqueles que estavam necessitados de moradia provisória. Preocupados em não repetir os mesmos erros cometidos durante a passagem do furacão Katrina, as autoridades decidiram não usar a Louisiana Superdome e o New Orleans Morial Convention Center como abrigos de emergência. No dia seguinte, o governador da Luisiana, Bobby Jindal, declarou estado de emergência, ativando entre 3.000 a 8.000 membros da Guarda Nacional da Luisiana.
O prefeito de Nova Orleans, Ray Nagin, encurtou a sua participação na Convenção Nacional do Partido Democrático de 2008 em Denver, Colorado, para ajudar nos preparativos. Os residentes de Grand Isle, Luisiana, ficaram sob ordem de evacuação voluntária a partir de 29 de Agosto. Tradicionalmente, a comunidade é uma das primeiras a ficar evacuada com a ameaça de uma tempestade tropical ou de um furacão. Os residentes das áreas baixas da paróquia de Cameron também ficaram sob ordem de evacuação voluntária em 29 de Agosto. No entanto, em algumas localidades, houve ordens de evacuação obrigatória. Na paróquia de Plaquemines, um dique foi construído ao longo da Louisiana Highway 23 para tentar salvar a cidade de Belle Chasse. Aproximadamente oito horas mais tarde, o governo da paróquia anunciou que a construção do dique estava completa.
No rio Mississippi, o trânsito de todos os barcos e navios entre o golfo do México e Nova Orleans ficou proibido temporariamente. Também houve planos de interrupção do trânsito de barcos e navios na passagem de Sabine, no Texas, e no lago Charles, no oeste da Luisiana. Várias universidades em Nova Orleans fecharam seus campi; as aulas voltaram somente em 8 de Setembro. Outras universidades na Luisiana retomaram as atividades normais já em 3 de Setembro.
Em 1 de Setembro, as autoridades da paróquia de Plaquemines ordenaram a evacuação obrigatória de toda a cidade de Braithwaite devido à iminente quebra de um dique. A Federal Emergency Management Agency (FEMA) disse que apenas 10.000 pessoas ficaram em Nova Orleans em 1 de Setembro.
Um grande evento esportivo foi diretamente afetado pelos preparativos da chegada do furacão. Em 30 de Agosto, a Universidade do Estado da Luisiana (LSU) abriu a sua temporada de futebol americano de 2008 contra o Appalachian State Mountaineers football. O jogo estava marcado para às 16:00 (UTC-6), mas o horário entrou em conflito com a reversão da direção das autoestradas do sul da Luisiana; a Interstate 10, uma grande rota de fuga quando há ameaças de furacões, teve todas as suas pistas redirecionadas para Baton Rouge. Com isso, o time de futebol americano da LSU remarcou a partida para seis horas mais tarde. Um jogo colegial de futebol americano entre a Nicholls State University e a Universidade do Estado do Novo México (NMSU), agendado para 4 de Setembro, foi cancelado. O New Orleans Zephyrs, um time de beisebol de Nova Orleans, cancelou seus últimos três jogos da temporada também devido aos preparativos para a chegada de Gustav. Os New Orleans Saints, time de futebol americano de Nova Orleans, tiveram que treinar em Indianápolis para o jogo que ocorreria em Nova Orleans contra os Tampa Bay Buccaneers em 7 de Setembro.
Os fechamentos dos hotéis em Nova Orleans causou impacto nas celebrações do Southern Decadence, que ocorreria de 27 de Agosto a 1 de Setembro na cidade.

#### Texas

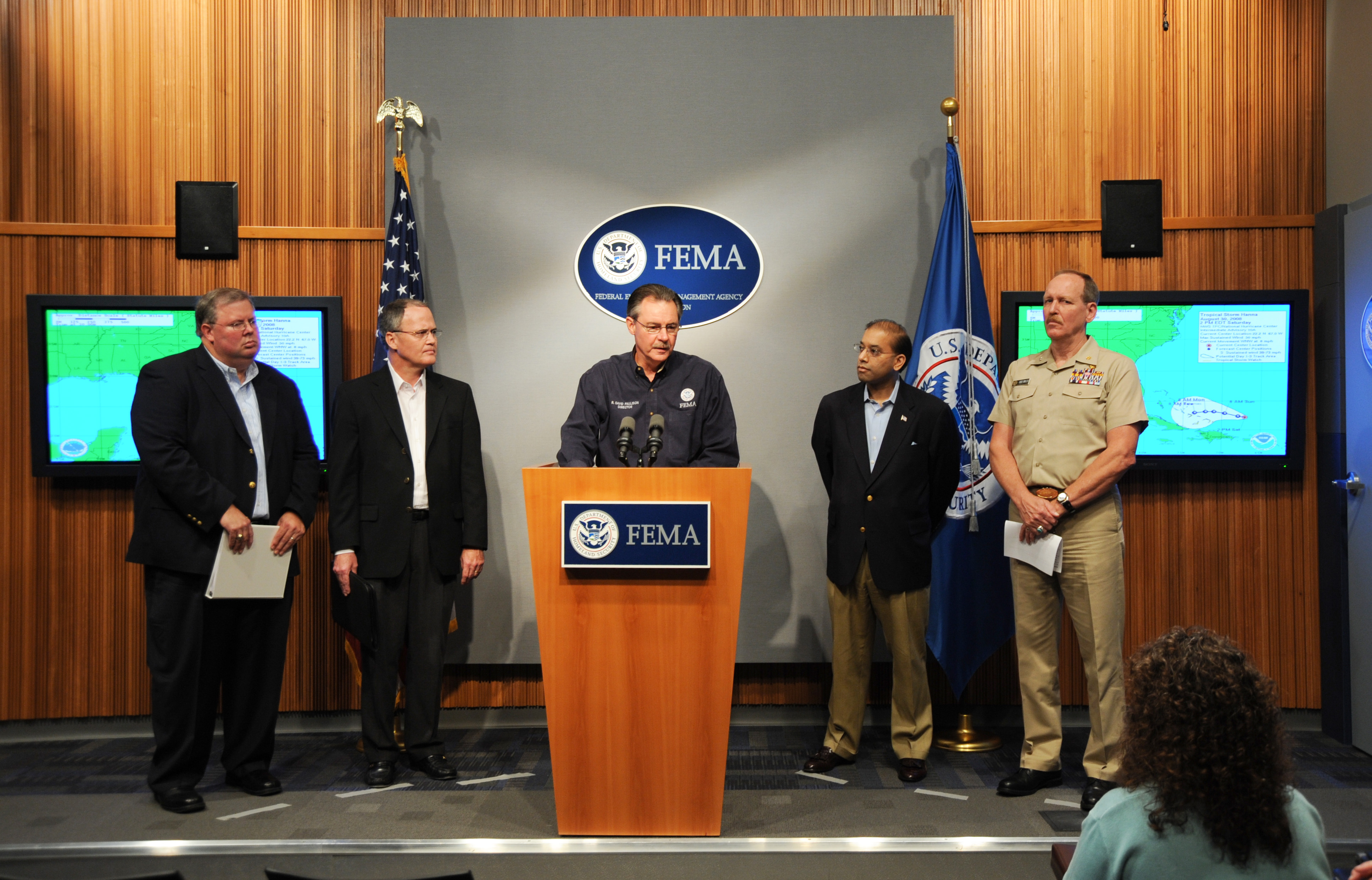
O administrador da FEMA, David Paulinson, com várias outras autoridades federais dos Estados Unidos, além de outras lideranças em resposta a desastres, em 30 de Agosto

O governador do Texas, Rick Perry, ativou mais de 5.000 membros das Forças Militares do Texas em 29 de Agosto como resposta à possível crise, além dos preparativos feitos por outras agências. Em 29 de Agosto, outros preparativos no Texas para lidar com Gustav e seus efeitos foram implementados. Algumas evacuações estavam sendo realizadas no nordeste do Texas, incluindo os condados de Dallas, de Tarrant e de Tyler.
No condado de Harris, Texas, o juiz Ed Emmett disse que o Reliant Astrodome não poderia ser usado como abrigo de emergência para aqueles de saíram de Nova Orleans porque Houston também estava vulnerável a Gustav; segundo Emmett, era de bom senso que as pessoas desalojadas procurassem regiões distantes da costa.
Evacuações voluntárias nos condados de Jefferson e de Orange começaram em 30 de Agosto, sendo substituído por uma ordem de evacuação obrigatória no dia seguinte. Além disso, o governador do Texas desenvolveu vários outros recursos para assistir nos preparativos para a chegada do furacão.

#### Mississippi e Alabama
Em 27 de Agosto, pedidos e ordens de evacuações começaram ao longo da costa do Mississippi. Todas as escolas do condado de Harrison ficaram fechadas até 2 de Setembro. Várias outras escolas no condado de Pearl River também ficaram fechadas até 2 de Setembro. A Universidade do Sul do Mississippi e a Alcorn State University também ficaram fechadas até aquela data.
Boa parte da Guarda Nacional do Alabama foi mobilizado para ajudar nas evacuações de outros estados americanos. O governador do Alabama, Bob Riley, ordenou evacuação obrigatória para Dauphin Island, para toda a costa do estado e além de todas as pessoas residentes ao sul da rodovia "Fort Morgan", em 31 de Agosto. O Aeroporto Regional de Mobile ficou fechado de 31 de Agosto até 2 de Setembro. O Bankhead Tunnel, em Mobile, também ficou fechado em 31 de Agosto.
Em 29 de Agosto, várias associações de controle de irrigação rural ativaram a sua redes de resposta de agências de irrigação rural como preparativo para a chegada de Gustav. Os sistemas das redes de irrigação estavam em acordo com os seus associados e o governo federal americano nos estados vizinhos que coordenavam a resposta caso viesse uma grande emergência de falta de água potável. Técnicos em distribuição de águas, além de caminhões com geradores elétricos, bombas, peças de manutenção e equipamentos de teste já estavam prontos ao longo da costa do golfo, também nos estados vizinhos, caso viesse um estado de emergência.

## Impactos
| Haiti                | 76  |
| República Dominicana | 8   |
| Jamaica              | 11  |
| Estados Unidos       | 43  |
| Total                | 138 |

Operacionalmente, Gustav deixou de ser uma depressão tropical para ser um furacão em apenas 14 horas, recorde que também pertence ao furacão Humberto de 2007, embora ainda não esteja confirmado até a confirmação das análises pós-tempestade.
Após a passagem da tempestade, o governo do Canadá enviou um avião trazendo uma equipe médica da Base das Forças Armadas do Canadá de Trenton, para ajudar as pessoas temporariamente desalojadas de Nova Orleans. além de dois C-130 Hercules de Greenwood e de Winnipeg. O Reino Unido enviou o HMS Iron Duke e o RFA Wave Ruler para prover assistência de emergência, além de avaliar os estragos causados por Gustav. A Rússia enviou quatro aviões de carga com tendas, materiais de construção, alimentos e suprimentos especiais para Cuba.

### Ilha de São Domingos
Na República Dominicana, um deslizamento de terra numa área rural causou a morte de oito pessoas. Duas pessoas ficaram feridas. As autoridades governamentais disseram que 67.255 pessoas tiveram que deixar suas residências. Mais de 1.200 residências foram danificadas; destas, 12 ficaram totalmente destruídas. 50 comunidades ficaram isoladas devido às enchentes.
Gustav atingiu a costa do Haiti por volta das 18:00 (UTC), a cerca de 16 km a oeste da cidade de Jacmel. Enquanto permanecia sobre terra, as chuvas torrenciais causadas por Gustav provocaram um deslizamento de terra na comunidade de Benet, que provocou a morte de uma pessoa. Outras duas pessoas foram mortas no sudoeste do Haiti quando a casa onde elas estavam foi destruída. Outras duas mortes foram causadas por uma explosão dentro de uma casa; tem a possibilidade que a explosão ocorreu durante os preparativos para a chegada do furacão. A cidade sulina de Jacmel, onde Gustav fez landfall, foi afetada duramente pelas enchentes.
De acordo com o diretor nacional da Defesa Civil do Haiti, 76 pessoas morreram devido aos efeitos do furacão. Outras 2.100 residências foram destruídas e 8.150 ficaram danificadas, deixando mais de 7.200 pessoas desabrigadas, que ficaram em abrigos temporários como igrejas, centros comunitários e escolas. Pelo menos outras 3.5000 famílias, 20.000 pessoas, foram afetadas, mas quando as informações ficaram disponíveis, estima-se que a quantidade de pessoas afetadas pelo furacão tenha aumentado para 25.000-30.000 famílias.

### Jamaica
Na Jamaica, 11 mortes foram relatadas depois que Gustav atingiu a área como uma intensa tempestade tropical. Enxurradas também foram relatadas na ilha devido às fortes chuvas causadas por Gustav. As plantações de banana nas paróquias de Saint Thomas, de Saint Mary e de Portland sofreram danos significativos. A ponte sobre o rio Hope, que liga a capital Kingston com as regiões leste da cidade e com a paróquia de Saint Thomas, ficou parcialmente destruída, enquanto que a ponte "Georgia" na paróquia de Portland foi totalmente destruída. O governo da Jamaica estimou inicialmente prejuízos econômicos diretos de 41,8 milhões de dólares (valores em 2008) apenas na infraestrutura de rodovias no país.

### Ilhas Cayman
Nas Ilhas Cayman, as chuvas fortes de Gustav, além da maré de tempestade, inundaram ruas de Cayman Brac e de Little Cayman. Mais de 1.100 pessoas pernoitaram em abrigos governamentais nas três ilhas do arquipélago devido à proximidade de várias residências da costa, que estava sendo atingida por fortes ondas, segundo o Centro Nacional de Operações de Emergência local. No entanto, a maior parte dos residentes ficaram em suas próprias residências ou em hotéis durante a passagem do furacão.

### Cuba

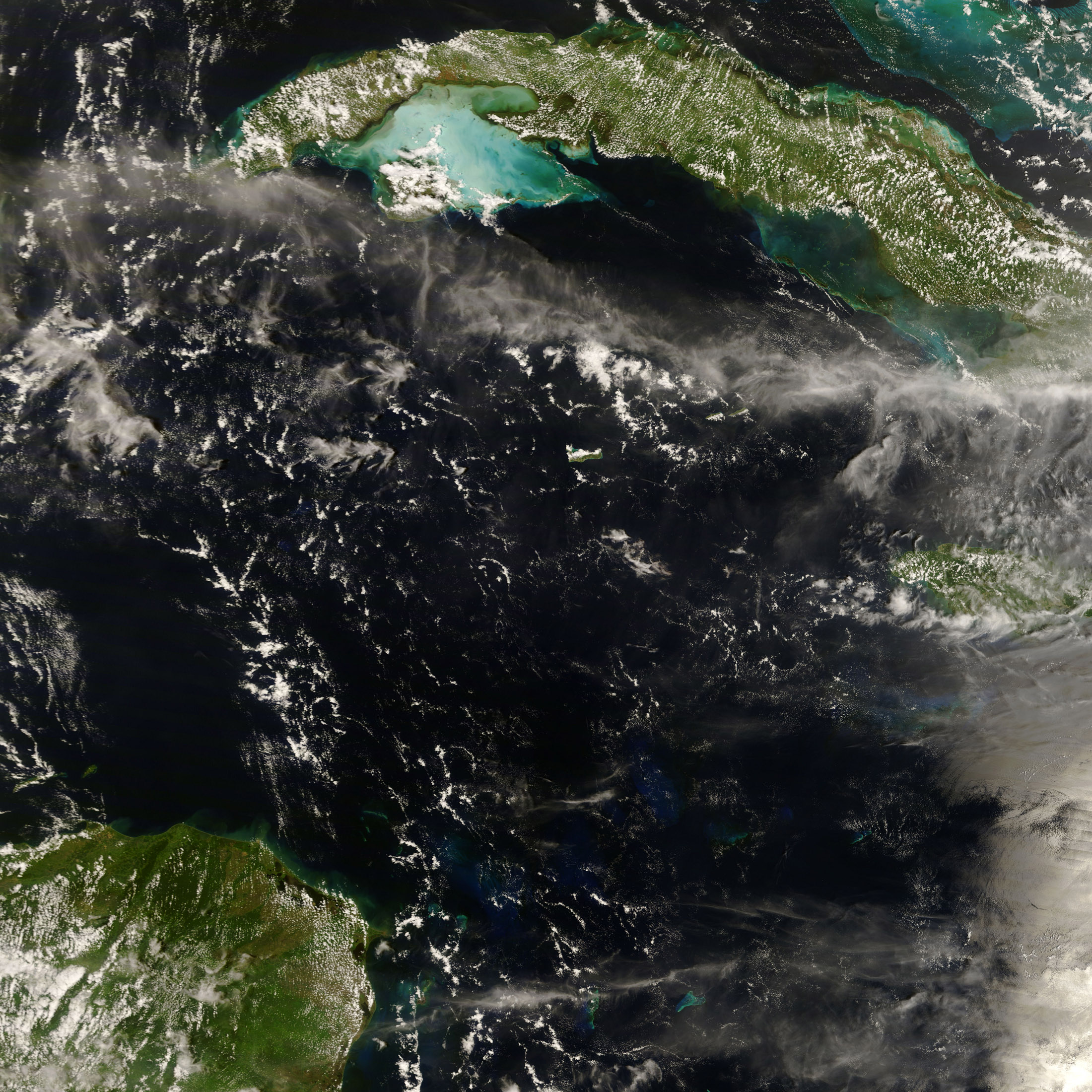
As águas do mar do Caribe agitadas pelo furacão Gustav ao longo da costa sul do oeste de Cuba

Em 30 de Agosto, Gustav atingiu a costa cubana perto da comunidade de Los Palacios, na província de Pinar del Río; na região é produzida boa parte do tabaco para a produção dos famosos charuto cubanos. Somente em Los Palacios, cerca de 7.000 residências foram destelhadas e boa parte delas ficaram danificadas. As plantações de arroz e de banana também tiveram danos significativos.
Pelo menos 300.000 pessoas foram retiradas pelo governo de suas residências. Os ventos de até 220 km/h derrubaram postes telefônicos e várias árvores, destruíram janelas e jogou para uma distância considerável vários telhados metálicos. As autoridades cubanas disseram que Gustav é o pior furacão a atingir Cuba dos últimos 50 anos. Também disseram que os danos causados pelo furacão foram os piores desde 1956. Em Paso Real de San Diego, a estação meteorológica registrou uma rajada de vento de 341 km/h, a maior rajada de vento já registrada em Cuba, segundo o jornal provincial, o Guerrillero; os ventos foram tão fortes que quebraram todos os instrumentos meteorológicos da estação. Gustav foi o pior furacão a atingir Cuba desde o furacão Flora, em 1963, que foi o furacão mais mortífero em Cuba desde o furacão de Cuba de 1932.
As autoridades da Defesa Civil de Cuba disseram inicialmente que havia muitas pessoas feridas na Isla de la Juventud, uma ilha de cerca de 87.000 pessoas ao sul da ilha de Cuba. Quase todas as estradas da ilha foram danificadas e algumas regiões foram severamente inundadas. Mesmo com a grande destruição causada pelo furacão, não houve registros de mortes naquele país.
Em 3 de Setembro, o presidente de Cuba, Raúl Castro, disse que 20.000 das 25.000 residências da Isla de la Juventud foram danificadas. Mais de 90.000 casas na província de Pinar del Río também foram danificadas, segundo a agência de notícia governamental AIN. 3.306 casas de secamento de tabaco foram destruídas; 906 toneladas de tabaco ficaram encharcadas. Quase 130 km² de plantações foram totalmente destruídas, sendo que 30 km² somente de plantações de grãos e outros 6 km² de árvores frutíferas. Mais de 4.000 toneladas de café também foram destruídas. O mesmo aconteceu com mais de 4.100 toneladas de uva. Quase 1 milhão de frangos tiveram que ser sacrificados.
De acordo com as autoridades da Defesa Civil de Pinar del Río, 86.000 residências foram danificadas, 80 torres de transmissão de eletricidade caíram e o mesmo aconteceu com outros 600 postes de linhas de alta tensão. A empresa telefônica cubana disse que 136 postes telefônicos foram derrubados e que a rede telefônica em Isla de la Juventud foi totalmente danificada. Ao todo, os danos totais causados por Gustav naquele país passaram de 4 bilhões de dólares (valores em 2008).

### Estados Unidos

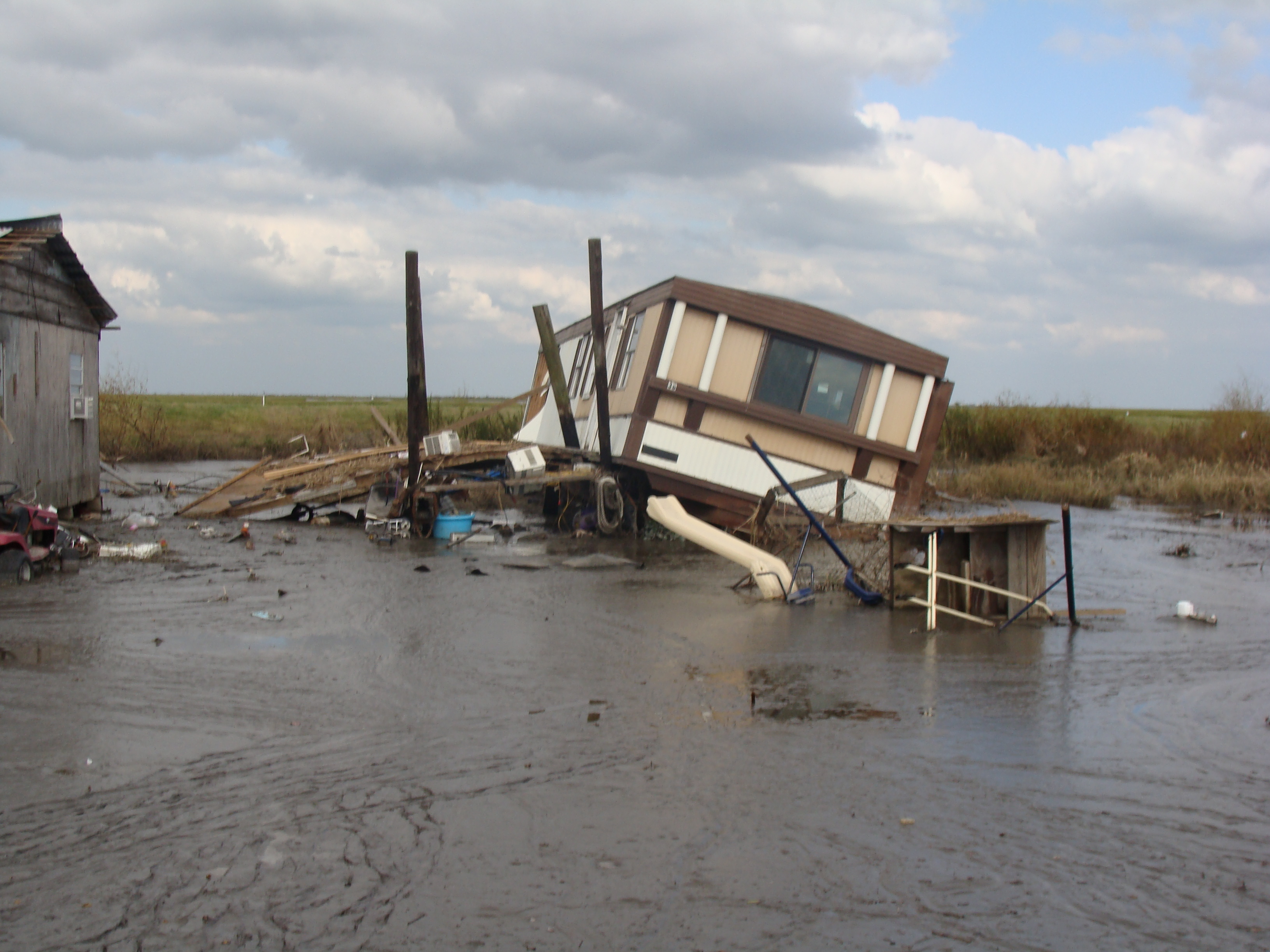
Casa danificada e inundada na paróquia de Terrebonne, Luisiana

Embora a tempestade ainda estivesse nos seus estágios iniciais em 26 de Agosto, a preocupação de que o furacão Gustav poderia eventualmente comprometer a produção de petróleo no golfo do México causou a subida nos preços. Em 27 de Agosto, as empresas americanas de petróleo e gás natural começaram a retirar seus funcionários das plataformas petrolíferas no golfo do México devido à ameaça de Gustav se fortalecer sobre as águas quentes do golfo. Em 30 de Agosto, 76,77% da produção de petróleo e 37,16% da produção de gás natural no golfo do México tinha sido parado.  Por volta do meio-dia de 31 de Agosto, essa porcentagem já tinha aumentado para 96%.

#### Luisiana
No estado da Luisiana, 34 paróquias foram declaradas como áreas de desastre. O furacão Gustav atingiu a costa da Luisiana na manhã (UTC) de 1 de Setembro, perto da localidade de Cocodrie. No entanto, Grand Isle já tinha registrado ventos de 185 km/h duas horas antes, indicando que a parede do olho já tinha atingido a região naquele momento. Gustav seguiu para noroeste após atingir a costa, atravessando o estado. Com isso, os danos relacionados a Gustav não ficaram limitados à costa.
No total, 43 mortes foram atribuídas à passagem de Gustav pela Luisiana. número que aumentou para 45 quando uma pessoa morreu carbonizada quando sua residência se incendiou devido à queda de uma vela em St. Martinville. e outras por causas naturais na paróquia de Lafourche.
Após Gustav se enfraquecer para uma depressão tropical, o sistema gerou vários tornados, incluindo um, de intensidade EF2 na escala Fujita melhorada, que matou duas pessoas perto de Mamou, nas primeiras horas da madrugada de 2 de Setembro; o tornado também feriu outras duas pessoas.

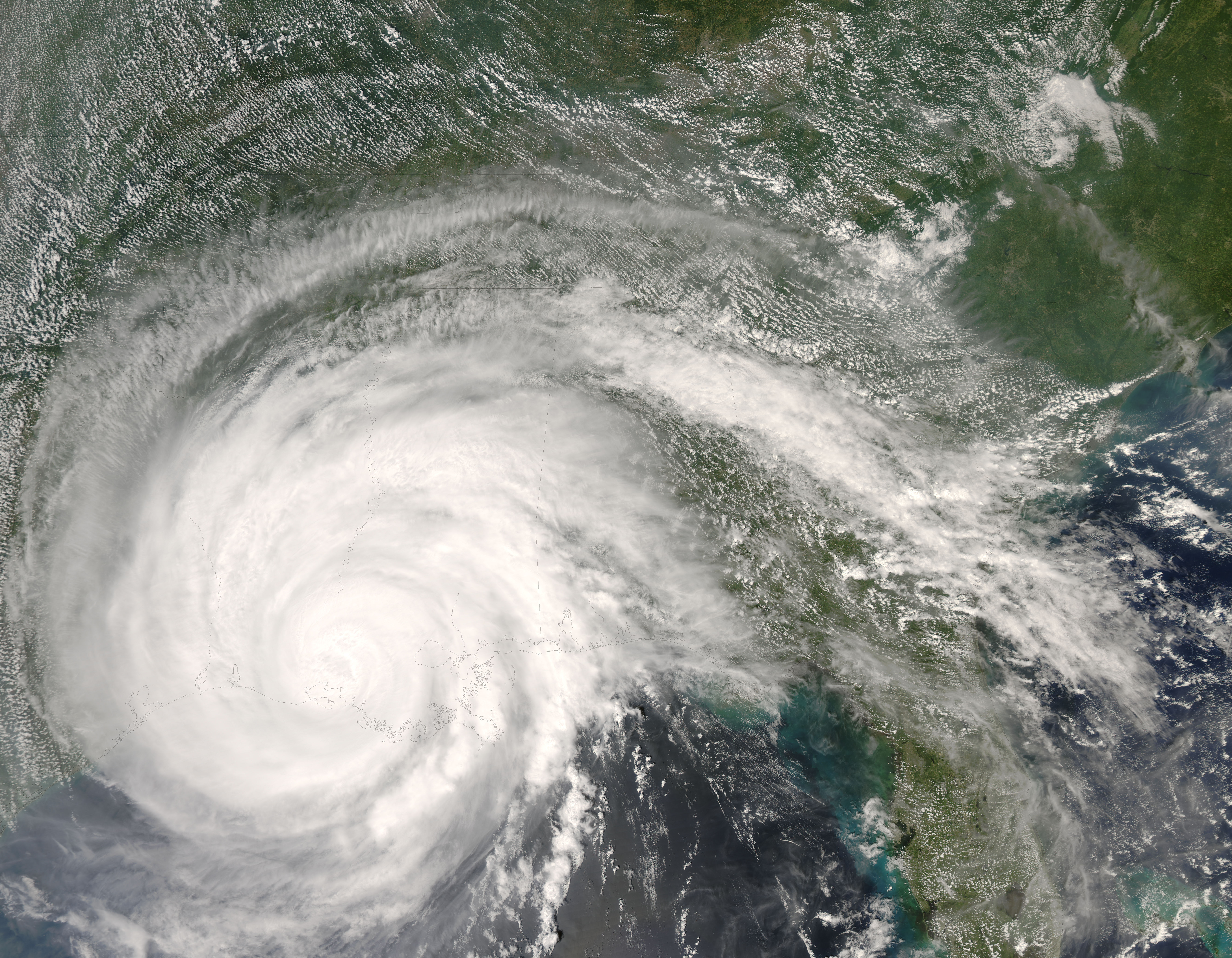
O furacão Gustav logo após ter atingido a costa dos Estados Unidos

Em Baton Rouge, os danos causados pelos ventos fortes foram os piores causados por qualquer furacão ou tempestade tropical na história; a cidade foi profundamente afetada, voltando ao normal apenas vários dias depois. As linhas de alta tensão ao longo das ruas de Baton Rouge foram facilmente derrubadas pelos ventos fortes; milhares de árvores foram derrubadas ou quebradas ao meio pelos fortíssimos ventos. Regiões inteiras da cidade ficaram isoladas devido à grande quantidade de detritos espalhados pelas ruas. Apenas algumas residências tiveram seus telhados intactos. Muitos sinais de trânsito foram derrubados, inclusive da importante autoestrada Interstate 10. Em algumas localidades, o fornecimento de eletricidade foi restaurado apenas duas semanas após a passagem do furacão.
Cerca de 1,5 milhão de pessoas ficaram sem o fornecimento de eletricidade na Luisiana em 1 de Setembro. O governo estadual relatou que quase 100.000 pessoas ficaram próximos da costa durante a passagem do furacão; apenas 5% da população local, mais de 2 milhões saíram de suas residências.
A reabertura oficial da cidade de Nova Orleans foi em 4 de Setembro, após o restabelecimento da eletricidade de água potável. Com isso, os prejuízos econômicos começaram a ficar disponíveis somente após aquela data, quando os residentes avaliaram os danos causados pelo furacão. Várias árvores caíram sobre residências e hotéis. As ruas de Nova Orleans foram tomadas por detritos devido aos fortes ventos. Os hotéis da cidade planejaram a reabertura em 8 de Setembro, alguns abriram dois dias antes devido à volta antecipada da eletricidade. A Associated Press que o dique ao longo do Industrial Canal, que liga o lago Pontchartrain ao rio Mississippi, estavam com a capacidade máxima. Quando as águas conseguiram ultrapassar os diques escoaram por canais secundários construídos para se evitar grandes enchentes, como aconteceram durante a passagem do furacão Katrina. Mesmo com o transbordamento das águas, os diques não se romperam. Apenas pequenas enchentes foram registradas em Ninth Ward of New Orleans, uma região do norte da cidade de Nova Orleans.
A comunidade de Houma, e suas vizinhanças, na região centro-sul da Luisiana, teve grandes danos causados pelos ventos fortes. As rajadas de vento destelharam boa parte das residências da região, danificaram muitas janelas e derrubaram muitas árvores e linhas de alta tensão, deixando boa parte da região sem o fornecimento de eletricidade. Muitos detritos ficaram espelhados pelas ruas do centro de Houma. Na localidade de Ellender High, em Houma, o novo ginásio esportivo de uma escola foi grandemente danificado; uma das paredes do ginásio entrou em colapso. A Câmara de Comércio de Houma-Terrebonne foi totalmente destelhada. No entanto, as enchentes foram pequenas na região.

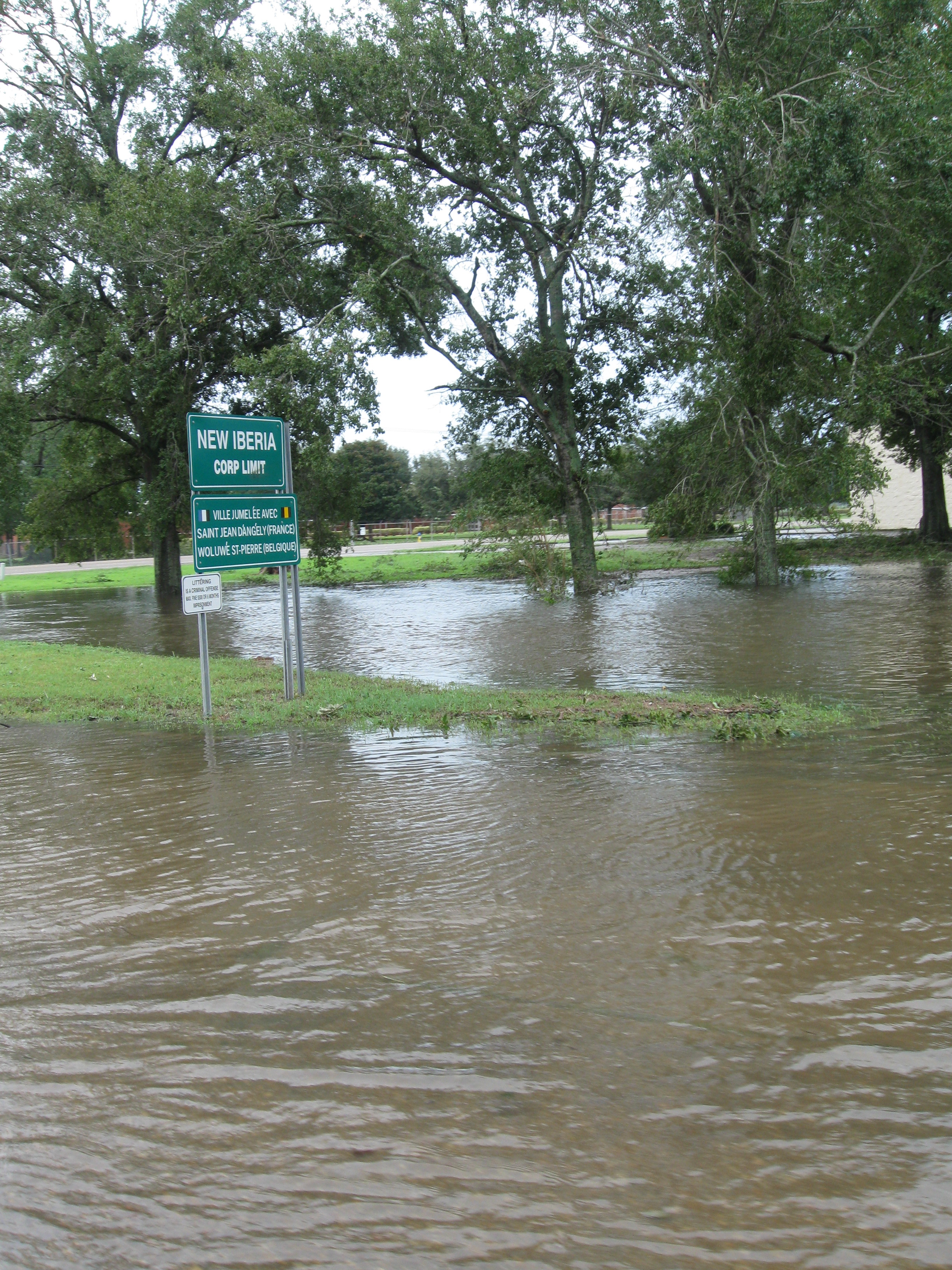
Enchentes em New Iberia, Luisiana

A Região Central da Luisiana foi severamente afetada por Gustav. Muitas árvores e linhas de alta tensão foram derrubadas por toda a região. Muitas residências foram danificadas ou inundadas em localidades isoladas. Alexandria Mall, em Alexandria, foi destelhado. Duas pessoas morreram na região, uma foi eletrocutada por entrar em contato com linhas de alta tensão caídas e a outra morreu quando uma árvore caiu sobre o trailer onde ela estava. O abastecimento de água potável também foi interrompido, já que a falta da eletricidade desativou as bombas que abasteciam as cidades de Alexandria e de Pineville.
Danos e blecautes significativos também foram relatados no norte da Luisiana, ao longo da Interstate 20. A precipitação acumulada máxima no estado foi de 416 mm, perto de Bunkie, e de 487 mm na passagem da baía de Barataria.
O presidente dos Estados Unidos, George W. Bush, declarou 34 paróquias como áreas federais de desastre e visitou as áreas afetadas em 3 de Setembro.
Ainda naquele dia, a Associação de Fornecimento de Água Potável em Áreas Rurais do Arkansas auxiliou a associação homônima da Luisiana nas comunidades atingidas. Associações de fornecimento de água de outros estados, entre os quais o Alabama, a Flórida e o Mississippi, ficaram em estado de alerta naquele mesmo dia. Dois dias mais tarde, as associações de fornecimento de água potável do Arkansas, da Geórgia, do Alabama e do Mississippi entraram em ação para restabelecer o fornecimento de água potável para as comunidades afetadas; os danos ao sistema de fornecimento de água foram poucos, o principal problema era a reativação das bombas de água devido à falta do fornecimento de eletricidade.
A equipe de futebol americano da Universidade do Estado da Luisiana adiou o seu jogo marcado contra o Troy University em 6 de Setembro para 15 de Setembro, devido aos danos causados pelo vento forte no Tiger Stadium. Os ventos causaram o destelhamento parcial do estádio, destruiu bancos e deixou destroços espelhados por todo o estádio.

#### Mississippi e Alabama

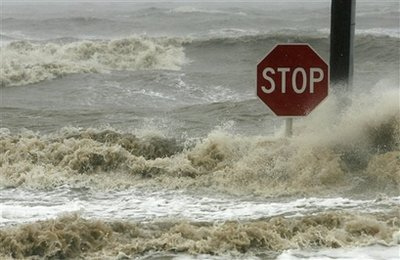
Maré de tempestade associada ao furacão Gustav sobre uma rua em Bay St. Louis, Mississippi

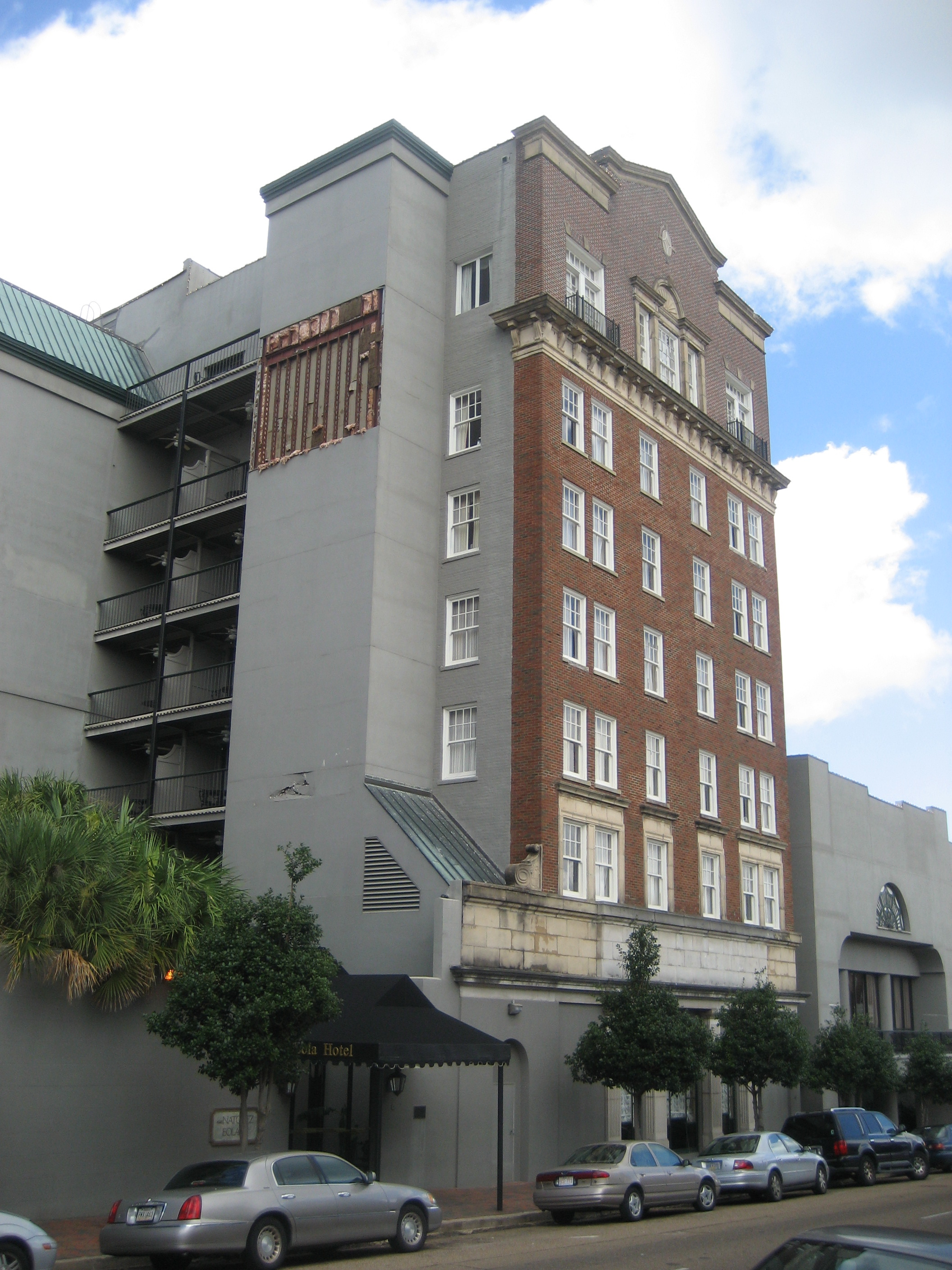
Danos causados pelos ventos fortes a um hotel, considerado marco histórico, em Natchez

O Serviço Nacional de Meteorologia dos Estados Unidos relatou 14 tornados confirmados gerados pela passagem do furacão somente entre Biloxi e Mobile. Durante todo 1 de Setembro, numerosos avisos de tornado (mais de 100) para praticamente todas as áreas entre Mobile e Natchez. No Mississippi, os danos causados por Gustav foram menos severos do que os causados pelo furacão Katrina, que provocou uma maré de tempestade de mais de 7 metros; no entanto, a maré de tempestade associada a Gustav chegou a 4,5 m em algumas localizações ao longo da costa do golfo do Mississippi. Partes da U.S. Route 90 (incluindo Gulfport e Biloxi) foram inundadas. Algumas casas ao redor da rodovias também ficaram na mesma situação. Duas pessoas de Metairie, Luisiana, morreram perto de Vicksburg num acidente de carro enquanto saíam da Luisiana.
No Alabama, os danos passaram de um milhão de dólares (valores em 2008), com a destruição da barreira de areia de Dauphin Island devido às fortes ondas, além de danos provocados pelas enchentes em rodovias e a residências. Enchentes severas também atingiram a localidade de Bayou La Batre. A artificial barreira de areia construída oeste de Dauphin Island levou pelo menos dois anos para ficar pronta. Não há planos oficiais para a reconstrução da barreira, que agia literalmente como uma barreira para se evitar os efeitos da ação marítima sobre a baía de Mobile durante a passagens de ciclones tropicais.

#### Flórida
A Flórida foi afetada primeiramente quando as bandas exteriores de tempestade passaram ao longo de Florida Keys. Enquanto Gustav atingia a Luisiana em 1 de Setembro, suas bandas externas de tempestade afetaram o panhandle da Flórida, que vieram acompanhadas de maré ciclônica e de tornados. Vários avisos de tornado foram declarados para a região da cidade de Pensacola. As praias da região estavam com fortes correntes de retorno; autoridades de Pensacola Beach entregaram panfletos alertando aos banhistas sobre os perigos das correntes de retorno, e que as condições marítimas poderiam continuar por dias.
Quatro pessoas morreram num acidente de carro na Interstate 20 perto de Carrollton, Geórgia, enquanto deixavam a Luisiana; outras duas pessoas ficaram feridas no mesmo acidente e foram levadas por helicópteros a hospitais locais.

#### Arkansas
Devido ao lento movimento de Gustav sobre o noroeste da Luisiana e do Arkansas em 2 e 3 de Setembro causaram grandes quantidades de chuvas pela região. A precipitação máxima acumulada no Arkansas chegou a 286 mm em Hamburg, fazendo de Gustav o terceiro ciclone tropical mais chuvoso a atingir o estado desde 1972.

### Implicações políticas

#### Estados Unidos
Esperava-se que Gustav iria atingir a região perto de Nova Orleans quase três anos após a passagem do furacão Katrina pela mesma região. Gustav chegou também no meio da campanha para as eleições presidenciais nos Estados Unidos em 2008 durante a semana da Convenção Nacional do Partido Republicano, que estava marcado para começar. As administrações federais e estaduais, assim como os candidatos à presidente dos Estados Unidos em 2008 estavam sensíveis à possibilidade de que os votantes dos Estados Unidos poderiam se lembrar da "resposta desastrosa" das autoridades municipais e estaduais de ajuda em desastres, e subsequentemente das autoridades federais de ajuda em desastres, quanto aos efeitos de Katrina.
Em 30 de Agosto, o presidente dos Estados Unidos, George W. Bush, e o vice-presidente, Dick Cheney, cancelaram a sua participação na convenção do partido republicano de 2008. Governadores e outros líderes políticos também decidiram faltar à convenção devido à aproximação de Gustav. Devido à aproximação do furacão Gustav da costa americana, o então candidato à vaga do partido republicano para a candidatura para presidente dos Estados Unidos, John McCain, cancelou todas as festividades de abertura não-essenciais da convenção e disse que poderia dar o seu discurso de aceitamento das áreas afetadas, via satélite.
O representante do Partido Democrata para as eleições presidenciais de 2008, Barack Obama, e o seu vice, Joe Biden, monitoraram a situação na costa do golfo americana, encorajando a evacuação da cidade de Nova Orleans. Obama também anunciou que poderia recorrer a sua grande rede de donativos e de voluntários para contribuir com dinheiro, bens e trabalho para ajudar as vítimas da tempestade de acordo com a necessidade.
A eleição congregacional primária da Luisiana, originalmente marcada para 6 de Setembro, foi adiada para 4 de Outubro, que consequentemente teve segundo turno, sendo então decidida somente em 6 de Dezembro.

#### Cuba
Fidel Castro dirigiu em um "refletimento", publicado em 1 de Setembro para o diário oficial Granma. "Dois dias atrás [...] 11 agências internacionais de notícias dedicaram um espaço para Cuba, nenhum deles disse sobre o furacão que se dirigia para nossa ilha e dos esforços fervorosos de nossa defesa civil". Segundo ele, "ao invés disso, os jornais estavam ecoando uma organização ianque de notícias que se dedicava à guerra de mídia e de campanhas contra Cuba", e relatou sobre a deserção do ator de televisão "Yamil Jaled". A "organização ianque de notícias" parece ser uma alusão ao El Nuevo Herald, que noticiou a chegada de Jamil em Miami. Além disso, Fidel disse "Que patriota! Que democrático! "Que brilhante exemplo! Deste jeito, o mundo é informado sobre um personagem muito menos conhecido e importante do que o furacão Gustav. Querem fazer uma vaca sagrada dele."